# 크리오스진기
크리오스진기는 원생누대 신원생대상의 시기로, 토노스기와 에디아카라기의 사이(7억 2000만년 전-6억 3500만년 전)에 해당한다. 얼음을 뜻하는 cryos와 창조, 탄생을 뜻하는 genesis를 합한 말이다.  빙하 퇴적물의 생성이 활발한 시기로, 주기적으로 빙하가 적도 부근까지 뻗어 있는 눈덩이 지구의 모습을 하고 있었을 것으로 추정하고 있다.